# Campanula rhodensis
Campanula rhodensis är en klockväxtart som beskrevs av A.Dc. Campanula rhodensis ingår i släktet blåklockor, och familjen klockväxter. Inga underarter finns listade i Catalogue of Life.